# Piotr Wtulich
Piotr "Kay" Wtulich (ur. 1972 w Mławie) – polski muzyk, kompozytor, wokalista i gitarzysta. Członek Akademii Fonograficznej ZPAV. Działalność artystyczną rozpoczął w 1992 roku w zespole Neolithic, którego był współzałożycielem. Od 2008 roku przewodzi w formacji Black River. Wtulich współtworzył ponadto zespoły Kashtany oraz Kayzen.

## Dyskografia
| Neolithic - Terpsychora (1992, wydanie własne) - The Personal Fragment of Life (1993, Kassandra Promotion) - For Destroy The Lament (1996, Adipocere Records) - Neolithic (1997, Mystic Production) - My Beautiful Enemy (2003, Mystic Production) - Team 666 (2003, Empire Records) Kashtany - Kashtany (2006, Contras Records) | Kayzen - Concupiscence (2000, demo, wydanie własne) - Ablaze (2001, SP, wydanie własne) - Irremediable (2004, SP, wydanie własne) Black River - Black River (2008, Mystic Production) - Black’n’Roll (2009, Mystic Production) - Trash (2010, Mystic Production) - Humanoid (2019, Mystic Production) - Generationa aXe (2023, Mystic Production) |  |

## Nagrody i wyróżnienia
| Fryderyki | Fryderyki                    | Fryderyki | Fryderyki        | Fryderyki | Fryderyki |
| Rok       | Album                        |           | Kategoria        | Uwagi     |           |
| --------- | ---------------------------- | --------- | ---------------- | --------- | --------- |
| 2009      | Black River - Black River    |           | album roku metal | Nominacja |           |
| 2020      | Black River - Humanoid       |           | album roku metal | Nominacja |           |
| 2023      | Black River - Generation aXe |           | album roku metal | Nominacja |           |